# Harrenstein-Deformität

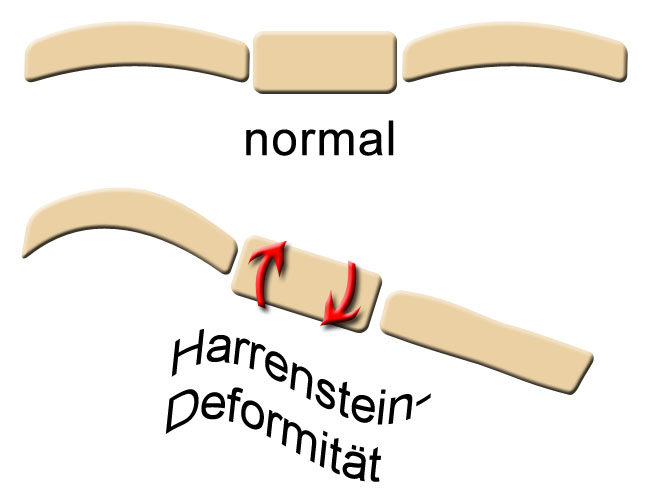

Die Harrenstein-Deformität ist eine Asymmetrie des Brustkorbs. Das Brustbein ist in der Längsachse verdreht angelegt. Die Rippen entspringen hierdurch auf einer Seite so, dass sie das Niveau des Brustbeins – einer Trichterbrust entsprechend – überragen. Auf der Gegenseite erscheinen sie wie bei einer Kielbrust abgesenkt. In aller Regel resultiert hieraus kein Funktionsdefizit und somit auch keine Notwendigkeit der operativen Korrektur.